# Physcius
Physcius es un género de coleóptero de la familia Mycteridae.

## Especies
Las especies de este género son:
- Physcius argentinus
- Physcius atricollis
- Physcius bicolor
- Physcius brasiliensis
- Physcius brevicollis
- Physcius conicus
- Physcius corumbanus
- Physcius curticornis
- Physcius fasciatus
- Physcius impressipennis
- Physcius longipennis
- Physcius maculatus
- Physcius maximus
- Physcius mrazi
- Physcius nigronotatus
- Physcius pallidipes
- Physcius peruvianus
- Physcius prescutellaris
- Physcius ruficeps
- Physcius scapularis
- Physcius subdepressus
- Physcius triimpressus
- Physcius vicinus